# USS Boise (SSN-764)
| USS Boise (SSN-764)        | USS Boise (SSN-764)                      | USS Boise (SSN-764)                      |
| -------------------------- | ---------------------------------------- | ---------------------------------------- |
| USS Boise (SSN-764)        |                                          |                                          |
|                            |                                          |                                          |
|                            |                                          |                                          |
| Порт приписки              | Норфолк, Вірджинія                       | Норфолк, Вірджинія                       |
| Спуск на воду              | 23 березня 1991 року                     | 23 березня 1991 року                     |
| Сучасний статус            | в ремонті (на 2020 рік)                  | в ремонті (на 2020 рік)                  |
| Проєкт                     |                                          |                                          |
| Тип ПЧ                     | USS                                      | USS                                      |
| Основні характеристики     |                                          |                                          |
| Швидкість (надводна)       | 20 вузлів                                | 20 вузлів                                |
| Швидкість (підводна)       | більше 20 вузлів                         | більше 20 вузлів                         |
| Робоча глибина занурення   | від 250 до 280 метрів                    | від 250 до 280 метрів                    |
| Гранична глибина занурення | 450 метрів                               | 450 метрів                               |
| Екіпаж                     | 13 офіцерів, 121 матрос.                 | 13 офіцерів, 121 матрос.                 |
| Розміри                    |                                          |                                          |
| Довжина найбільша (по КВЛ) | 110,3 метра                              | 110,3 метра                              |
| Ширина корпусу найб.       | 10 метрів                                | 10 метрів                                |
| Середня осадка (по КВЛ)    | 9,4 метра                                | 9,4 метра                                |
| Водотоннажність надводна   | 6000 тонн                                | 6000 тонн                                |
| Озброєння                  |                                          |                                          |
| Торпедно- мінне озброєння  | 4 × 21 (533 мм) торпедних апарати        | 4 × 21 (533 мм) торпедних апарати        |
| Ракетне озброєння          | 12 ракет Томагавк вертикального запуску. | 12 ракет Томагавк вертикального запуску. |

USS Boise (SSN-764) — багатоцільовий атомний підводний човен, є 53 в серії з 62 підводних човнів типу «Лос-Анджелес», побудованих для ВМС США. Він став другим кораблем ВМС США, названим на честь міста Бойсі, адміністративного центру штата Айдахо. Призначений для боротьби з підводними човнами і надводними кораблями противника, а також для ведення розвідувальних дій, спеціальних операцій, перекидання спецпідрозділів, нанесення ударів, мінування, пошуково-рятувальних операцій.

## Будівництво
Контракт на будівництво підводного човна був присуджений Newport News Shipbuilding і Dry Dock Company в Ньюпорт-Ньюс, штат Вірджинія 6 лютий 1987 року. Церемонія закладання кіля відбулася 25 серпня 1988 року. 20 жовтня 1990 року відбулася церемонія хрещення. Хрещеною матір'ю стала Луїза МакКлюр, дружина сенатора Джеймса А. Макклюра.Спущений на воду 23 березня 1991 року. Введений в експлуатацію 07 листопада 1992 року, яка відбулася в Ньюпорт-Ньюс, штат Вірджинія. Порт приписки Норфолк.

## Служба
20 жовтня 1994 року залишив Норфолк для свого першого розгортання в зоні відповідальності 5-го і 6-го флоту США, з якого повернувся 19 квітня 1995 року.

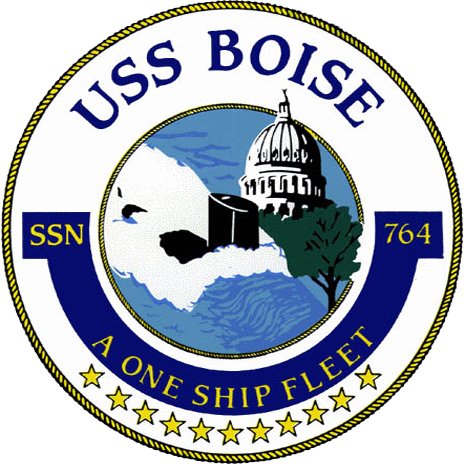
Емблема човна

14 вересня 1995 прибув в сухий док верфі в Ньюпорт-Ньюс для проведення термінового ремонту. З 15 до 16 грудня проходив морські випробування.
2 грудня 1997 року покинув порт приписки Норфолк для запланованого розгортання в Північній Атлантиці в зоні відповідальності 6-го флоту США, з якого повернувся 1 червня 1998 року.
12 квітня 1999 року покинув порт приписки для запланованого розгортання в Середземному морі, з якого повернувся 12 жовтня.
13 вересня 2000 прибув в док морського суднобудівного заводу в Норфолку для докового ремонту
28 січня 2002 року покинув порт приписки Норфолк для запланованого розгортання в зоні відповідальності 5-го і 6-го флоту США, де взяв активну участь в операції «Нескорена свобода», повернувся в порт прописки 28 липня.
У березні 2003 року взяв участь у вторгненні до Іраку збройних сил міжнародної коаліції під проводом Збройних сил Сполучених Штатів Америки та Великої Британії з метою повалення режиму Саддама Хусейна. Під час операції човен зробив 12 запусків крилатих ракет томагавк по наземним цілям.
9 січня 2004 прибув у сухий док морського суднобудівного заводу в Норфолку для проведення модернізації, який покинув 9 серпня.
19 червня 2008 року покинув порт приписки Норфолк для запланованого розгортання в зоні відповідальності 6-го флоту США, з якого повернувся 23 грудня.
16 липня 2009 року покинув сухий док морського суднобудівного заводу в Норфолку після п'ятимісячного обмеженого ремонту.
22 червня 2010 року покинув порт приписки Норфолк для запланованого розгортання в зоні відповідальності 5-го і 6-го флоту США, з якого повернувся 22 грудня.
02 травня 2012 року покинув Норфолк для запланованого розгортання в зоні відповідальності 6-го флоту США, з якого повернувся 8 листопада.
16 липня 2014 року покинув Норфолк для запланованого розгортання на Близькому Сході, з якого повернувся 16 січня 2015 року.
16 жовтня 2017 року підрозділ по виробництву продукції суднобудування Newport News отримало контракт вартістю 59,8 млн доларів США на планування і проведення капітального ремонту підводного човна. Цей контракт передбачає варіанти, які, якщо вони будуть реалізовані, приведуть до його загальної вартості в розмірі 385,7 млн доларів США. Очікується, що роботи будуть завершені в лютому 2021 року.
18 червня 2018 прибув у Ньюпорт-Ньюс для проведення капітального ремонту.